# Zwillingsturm

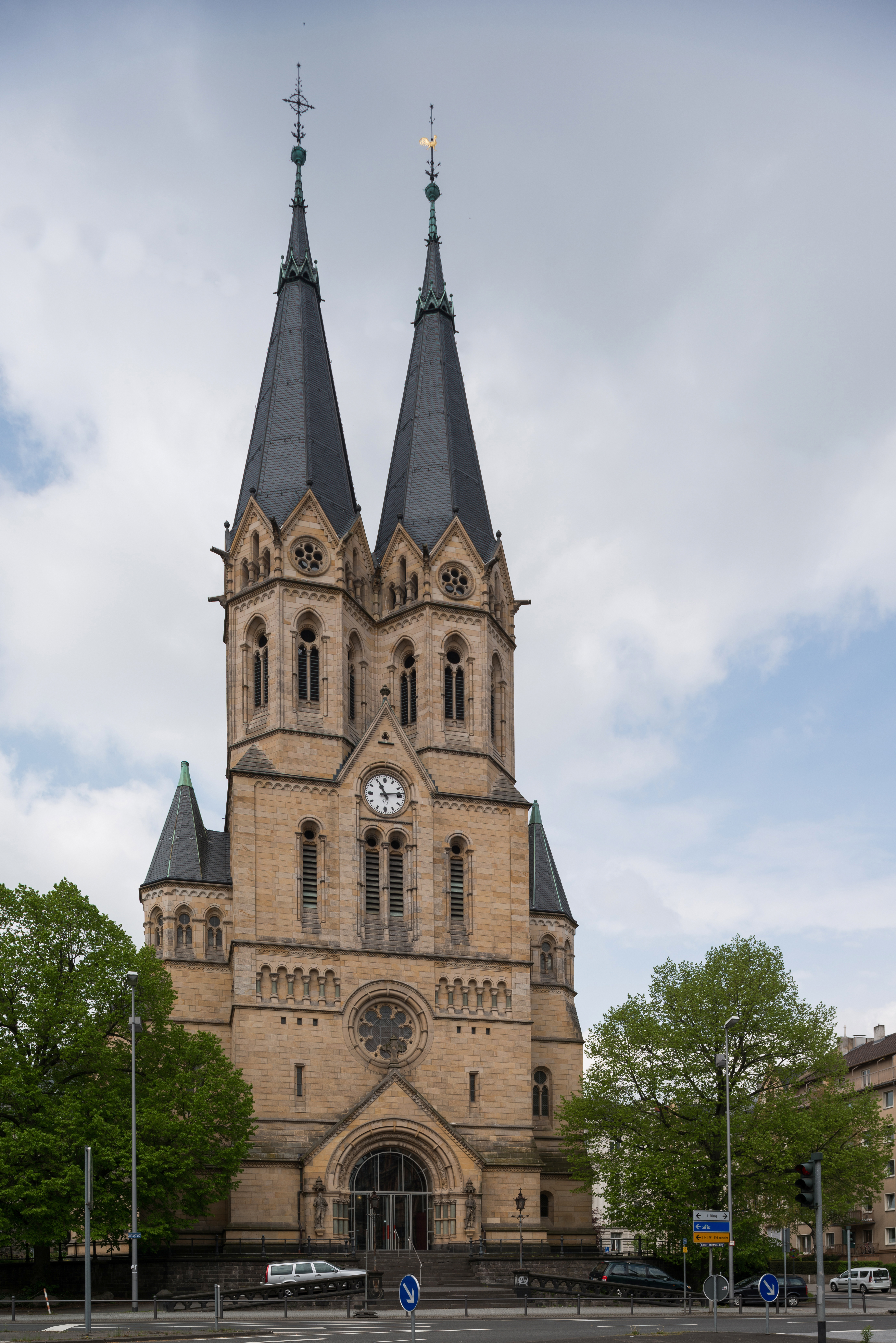
Zwillingsturm der Ringkirche in Wiesbaden

Der Zwillingsturm (Singular) bezeichnet in der Architektur einen besonderen Bautypus, der sich durch die Krönung eines einzigen Gebäudes mit zwei Türmen auszeichnet, während Zwillingstürme (Plural) ein charakteristisches Ensemble von zwei beieinander stehenden Turmbauten bezeichnet, die meist anderen als technischen Zwecken dienen.
Nicht verwendet werden die Bezeichnungen „Zwillingsturm“ und „Zwillingstürme“ für zwei Türme, die an historischen Bauwerken in Gebäudeteile integriert sind, wie beispielsweise die beiden Tortürme einer Burganlage, oder die Doppelturmfassaden von Sakralbauten bilden. Letztere werden nach ihrer Position zum Gesamtgebäude entweder als Westtürme bezeichnet oder als Nord- beziehungsweise Südturm differenziert.

## Zwillingsturm (Singular)
Die Singularform „Zwillingsturm“ ist eher für historische Gebäude üblich. Sie bezeichnet ein Gebäude, das optisch so erscheint, als bestehe es aus zwei Türmen, beispielsweise weil es zwei Spitzen trägt. Repräsentativ dafür sind
- der Zwillingsturm der Ringkirche in Wiesbaden (1894 geweiht)
- der Zwillingsturm der Nikolaikirche in Berlin. Ihre auf einem kompakten Westbau aufgesetzten Türme stellen das stilistische Gegenstück zu der als Westfassade bei Kirchen seit der Romanik weit verbreiteten harmonischen Doppelturmfassade dar, deren Türme zusammen mit dem unteren Baukörper vertikal gegliedert sind.

## Zwillingstürme (Plural)
Die Pluralform „Zwillingstürme“ bezeichnet im modernen Hochhausbau ein Komplex aus zwei sich gleichenden oder ähnlichen Einzelgebäuden. Größte Berühmtheit erlangte dabei das zeitweise höchste Gebäude der Welt und bei den Terroranschlägen am 11. September 2001 zerstörte World Trade Center in New York City. Das 1973 errichtete World Trade Center wurde mehrmals, wenn auch in abgewandelter Form, kopiert. So zum Beispiel in den 1984 eröffneten Türmen der Deutschen Bank in Frankfurt am Main oder in den 1996 fertiggestellten Petronas Towers in Kuala Lumpur, Malaysia, von ihrer Fertigstellung bis 2003 ebenfalls höchstes Gebäude der Welt.
Beispiele moderner Zwillingstürme sind oder waren:

in Europa:
- Berlin-Treptow: TwinTowers an der Spree
- Frankfurt am Main: Deutsche-Bank-Hochhaus
- London-Wembley: Wembley-Stadion (Vorgängerbau von 1924, zerstört)
- Paris-La Défense: Zwillingstürme der Société Générale
- Wien: Vienna Twin Tower am Wienerberg
- Dnipro: Wohnkomplex Tower

außerhalb Europas:
- Bahrain: Dual Towers
- Dubai, Vereinigte Arabische Emirate: Emirates Park Towers
- Kuala Lumpur, Malaysia: Petronas Towers
- Mumbai, Indien: The Imperial
- New York City, USA: Time Warner Center
- New York City, USA: World Trade Center (zerstört)
- New York City, USA: American Copper Buildings
- Santa Cruz de Tenerife, Spanien: Torres de Santa Cruz

## Sonstige Doppeltürme
Zwillingstürme kommen nicht nur im Hochhausbau und beim Bau repräsentativer Gebäude vor. Auch für rein technische Zwecke wurden an zahlreichen Standorten charakteristische Turmzwillinge errichtet, welche in allen im Turmbau üblichen Bauweisen sowohl mit als auch ohne Verbindungselementen zwischen den Bauwerken realisiert wurden.
Die meisten dieser Konstruktionen finden als Sendeturm oder Freileitungsmast Verwendung. Ein als Zwillingsturm ausgeführter Aussichtsturm ist der Schönbergturm in Pfullingen.
Zwillingstürme mit starrer Verbindung werden meist in Form von Portalmasten oder als Antennenträger für eine umfangreiche Anzahl von Antennen, die auf ein gewisses Gebiet ausgerichtet sind, errichtet. Beispiele von Zwillingstürmen, die mit Seilen verbunden sind, sind zum Beispiel Tragkonstruktionen von T-Antennen oder die Kreuzungsmaste von Freileitungsquerungen breiter Flüsse und Meerengen, da in beiden Fällen meistens zwei sehr ähnliche Tragwerke verwendet werden.
Zwillingstürme ohne Seilverbindungen werden häufig als Zweimast-Richtantenne für Lang- und Mittelwellensender verwendet. Seltener ist zumindest in Deutschland die Errichtung solcher Zwillingstürme als reiner Antennenträger für Funkdienste im UKW-Bereich.

### Beispiele technischer Zwillingstürme

#### Zwillingstürme mit starrer Verbindung
- Dubai Frame
- Torii-Tower, Gusborn
- Messturm III des Antennenmessplatzes Brück
- Abspannmaste der Elbekreuzung 1
- Schönbergturm in Pfullingen
- Wasserturm Isinger Feld, Essen

#### Zwillingstürme mit Drahtverbindung
- Tragtürme von T-Antennen (zum Beispiel beim Langwellensender der BBC in Droitwich)

#### Zwillingstürme ohne Drahtverbindung
- Langwellensender Donebach (LW-Richtantenne)
- Mittelwellensender Liblice (MW-Richtantenne)
- Sender Weiskirchen (MW-Richtantenne)
- Sender Gartow (2 Sendemasten für UKW/TV)

Galerie
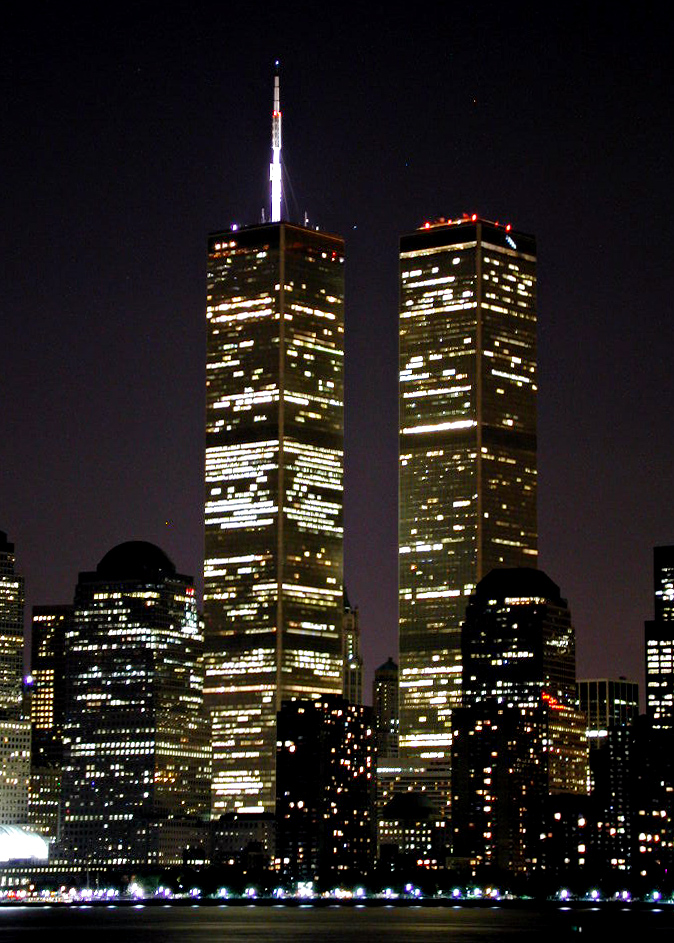
Zwillingstürme des am 11. September 2001 zerstörten World Trade Center in New York
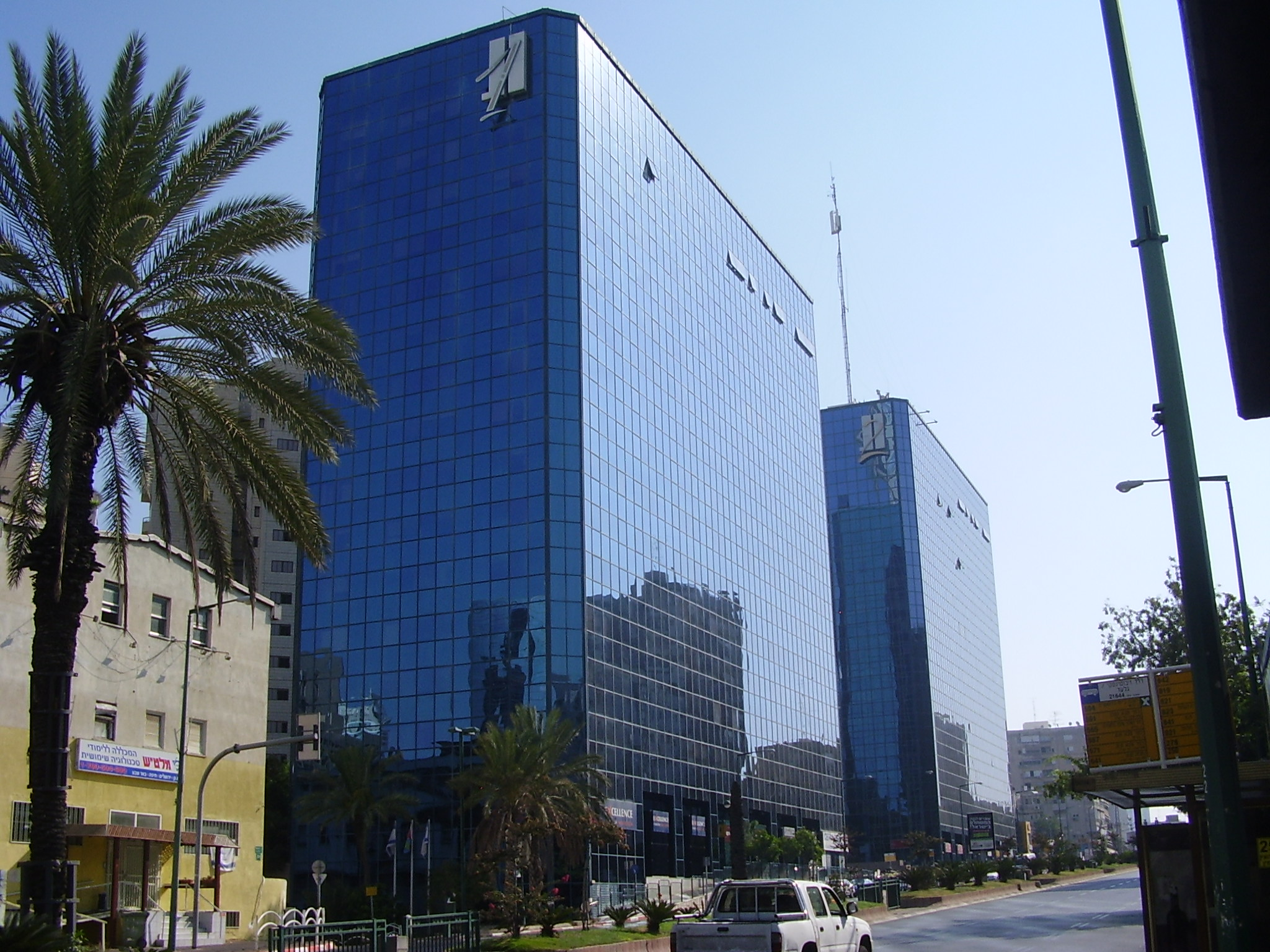
Zwillingstürme in Ramat Gan, Israel
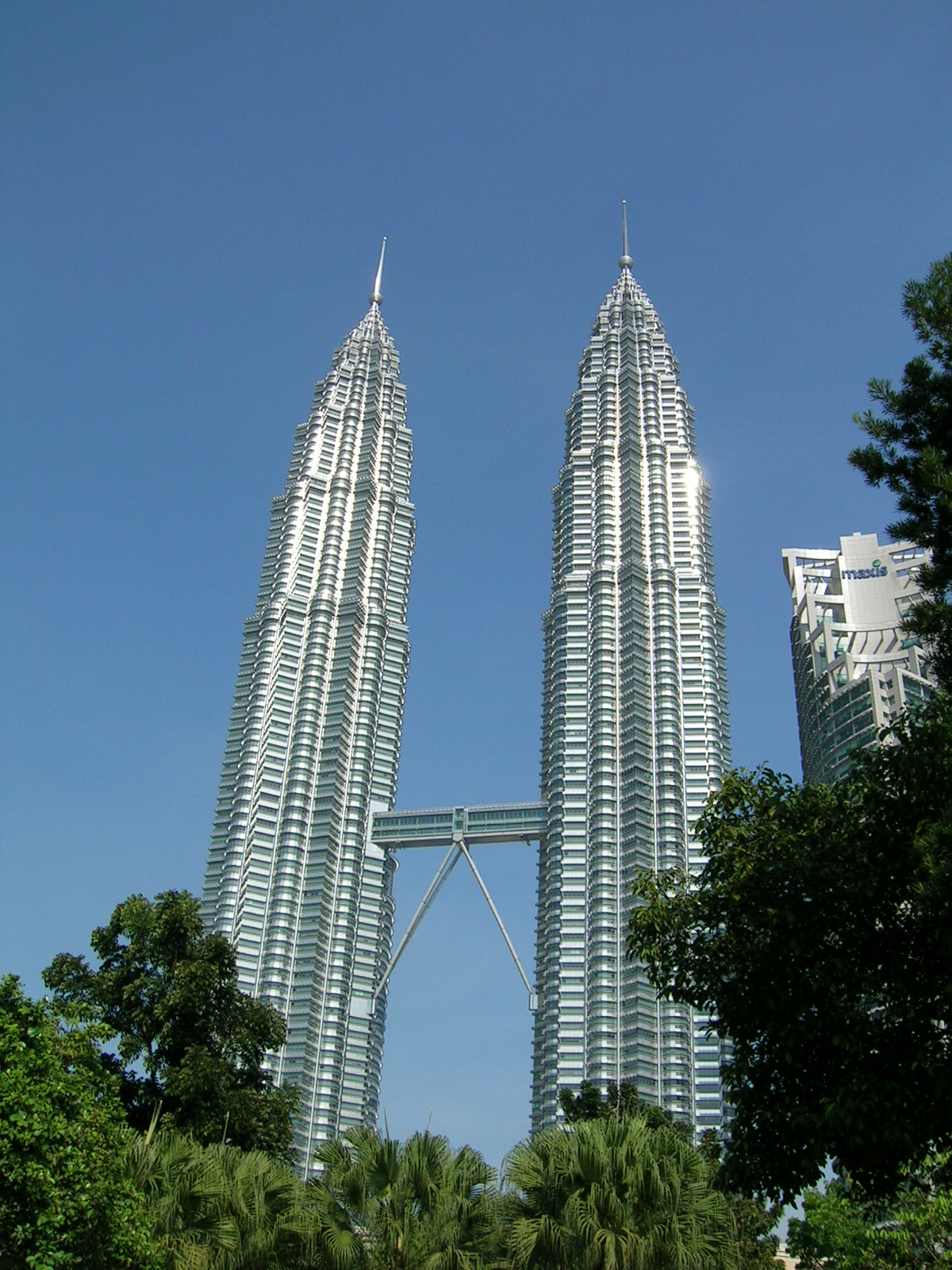
Zwillingstürme der Petronas Towers in Kuala Lumpur, Malaysia
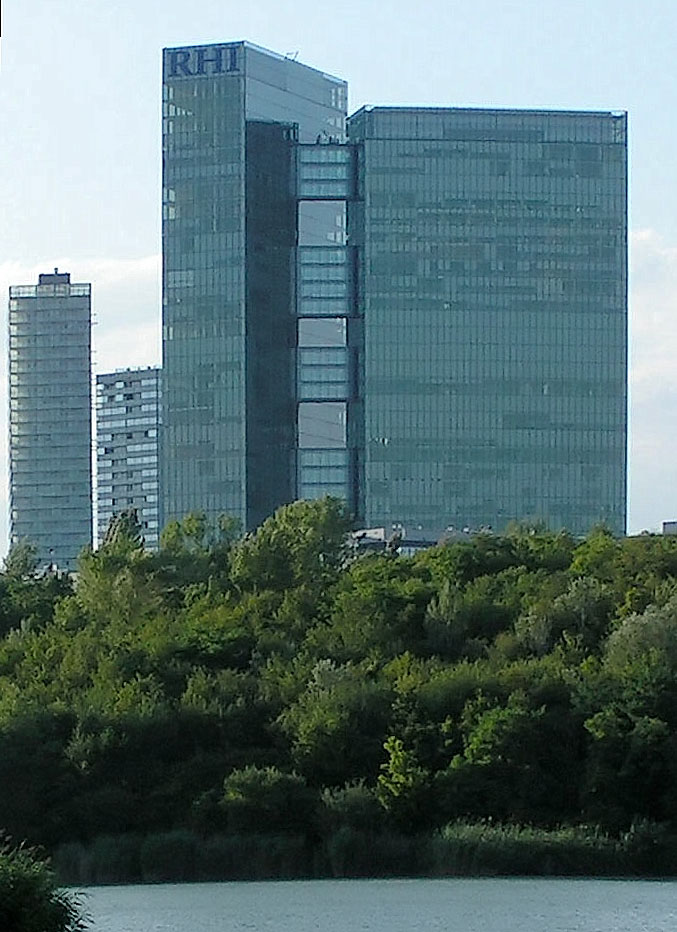
Vienna Twin Tower
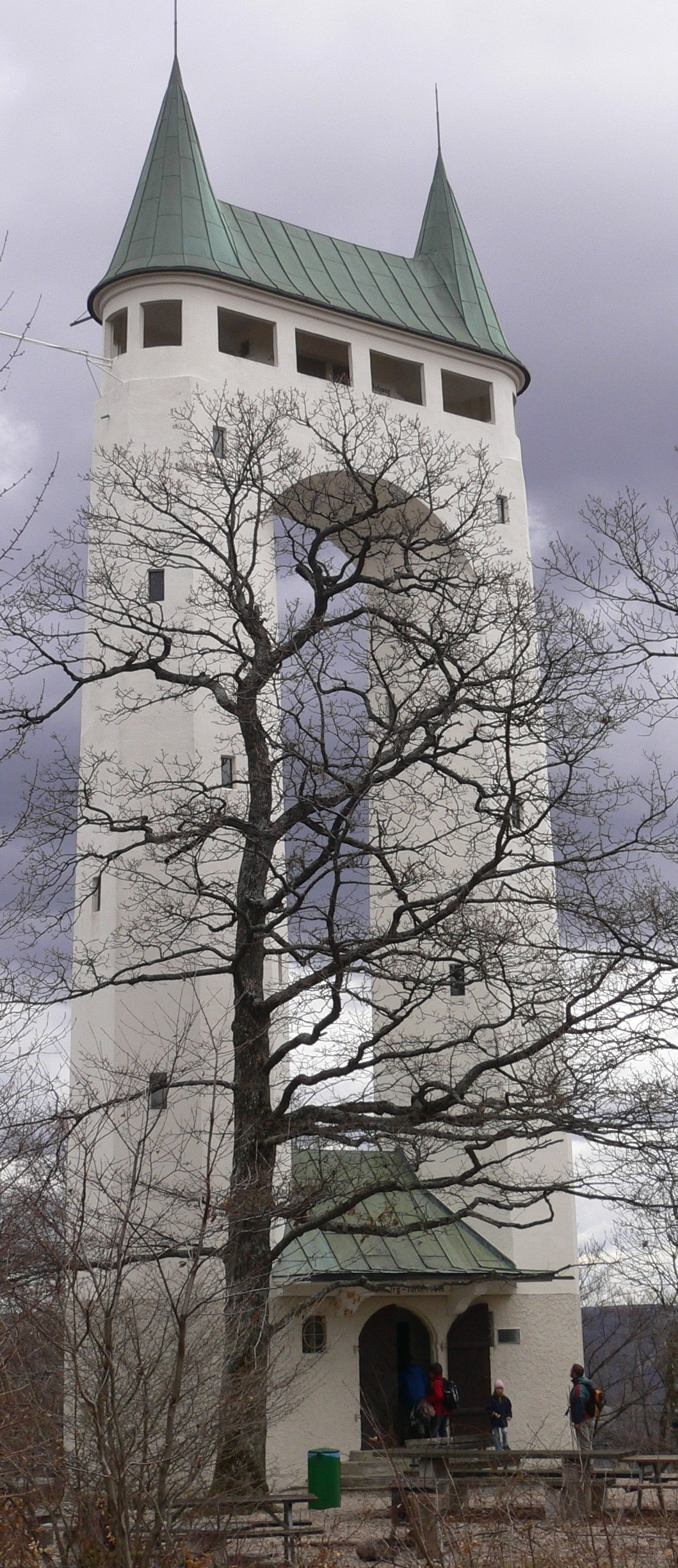
Schönbergturm
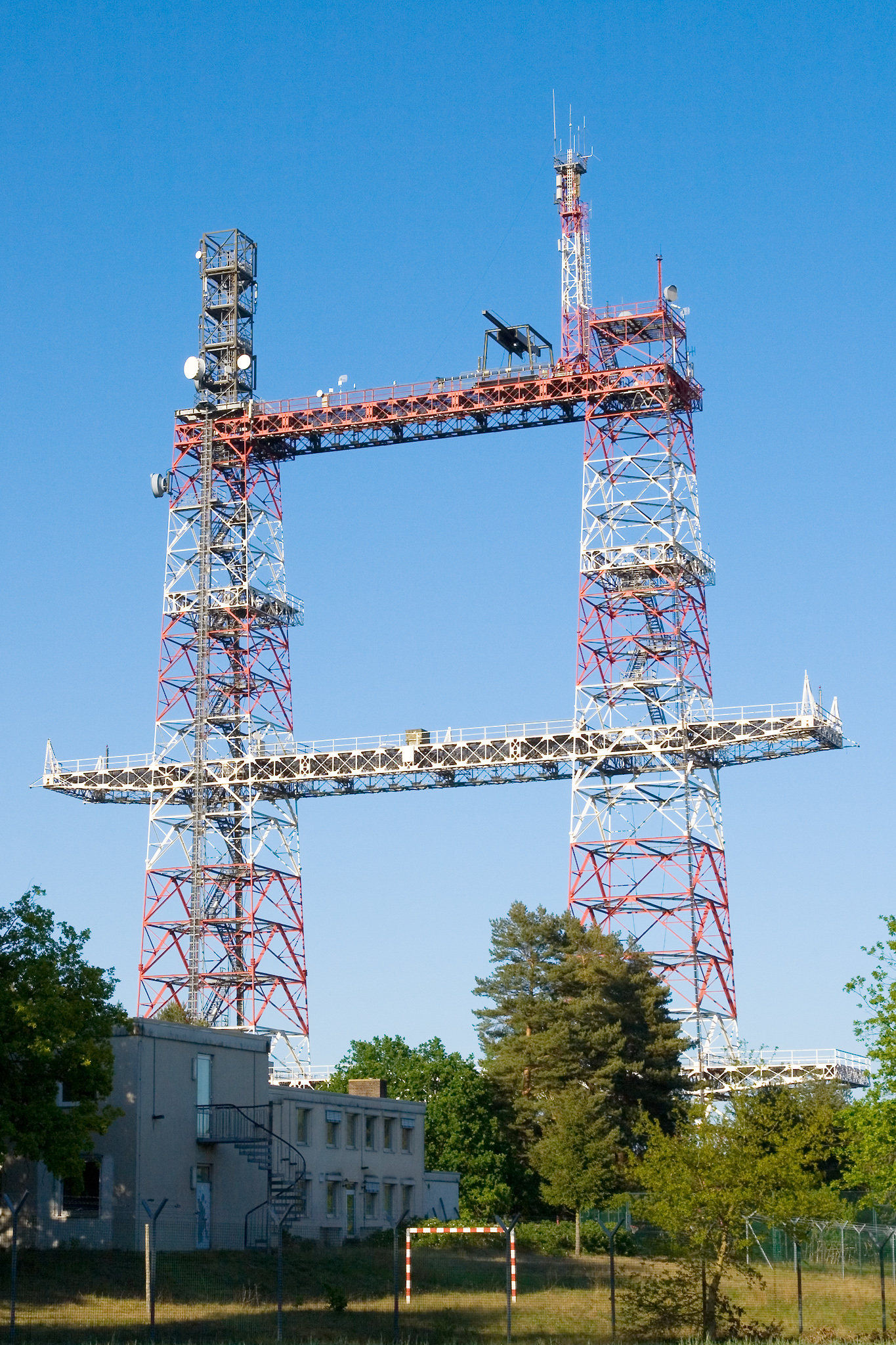
Torii-Tower bei Gusborn
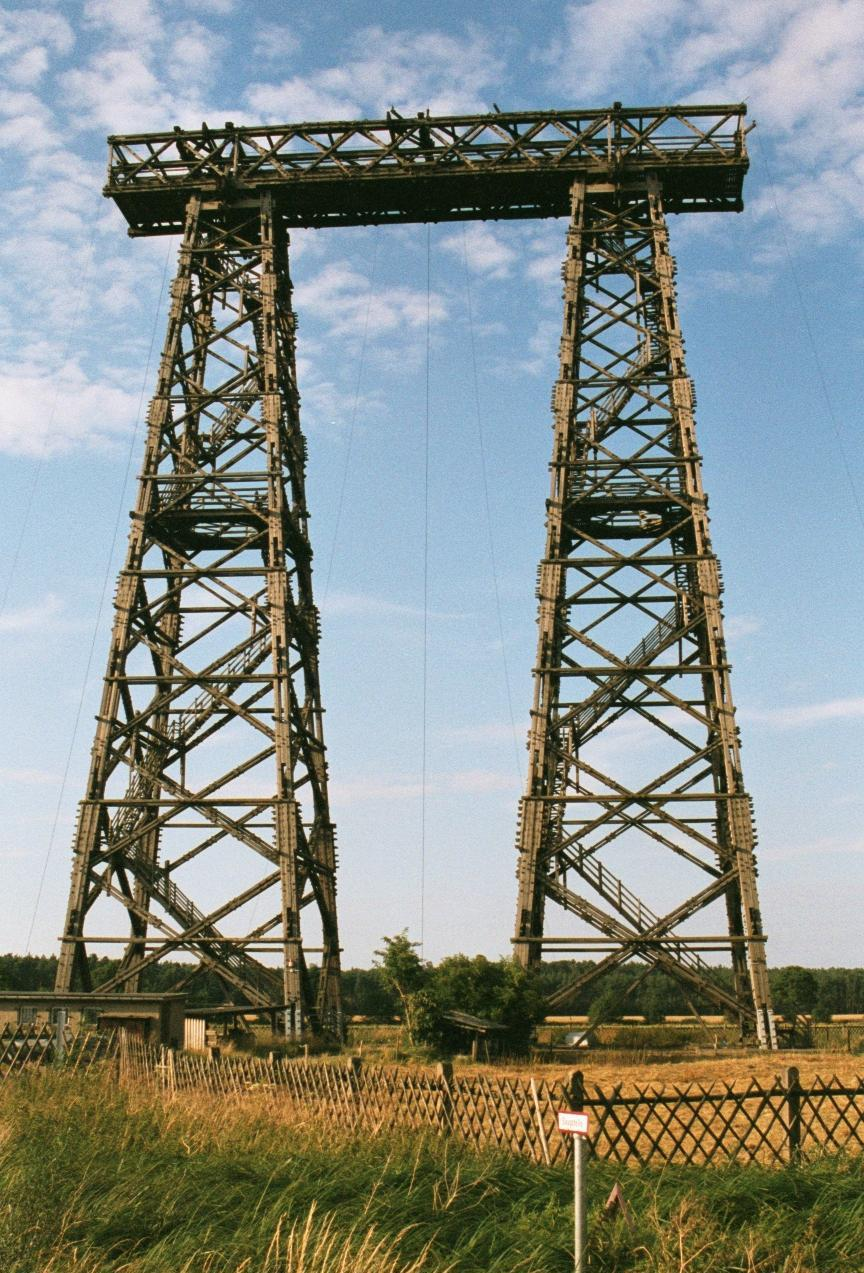
Messturm III in Brück
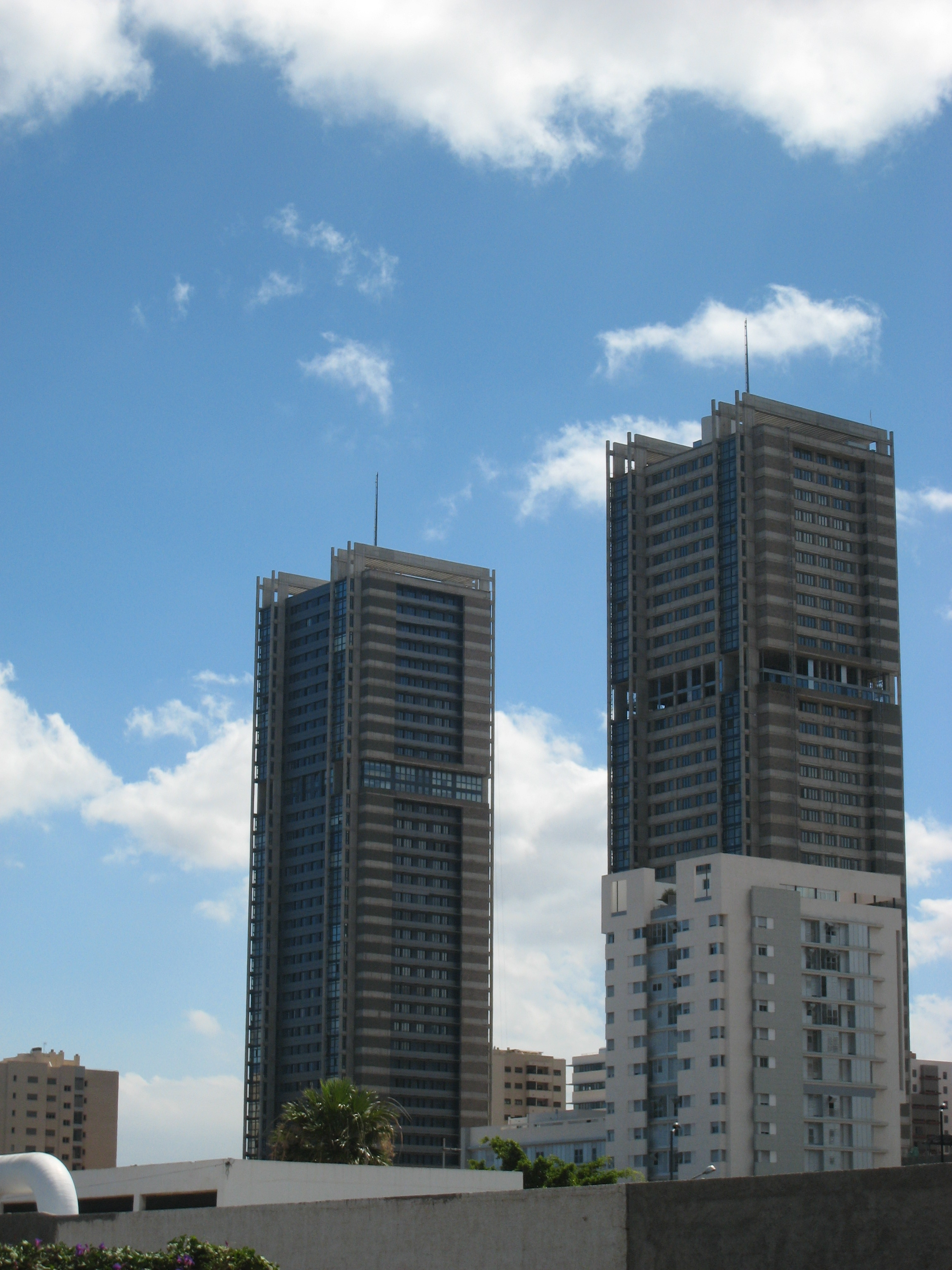
Zwillingstürme der Torres de Santa Cruz in Teneriffa, Spanien
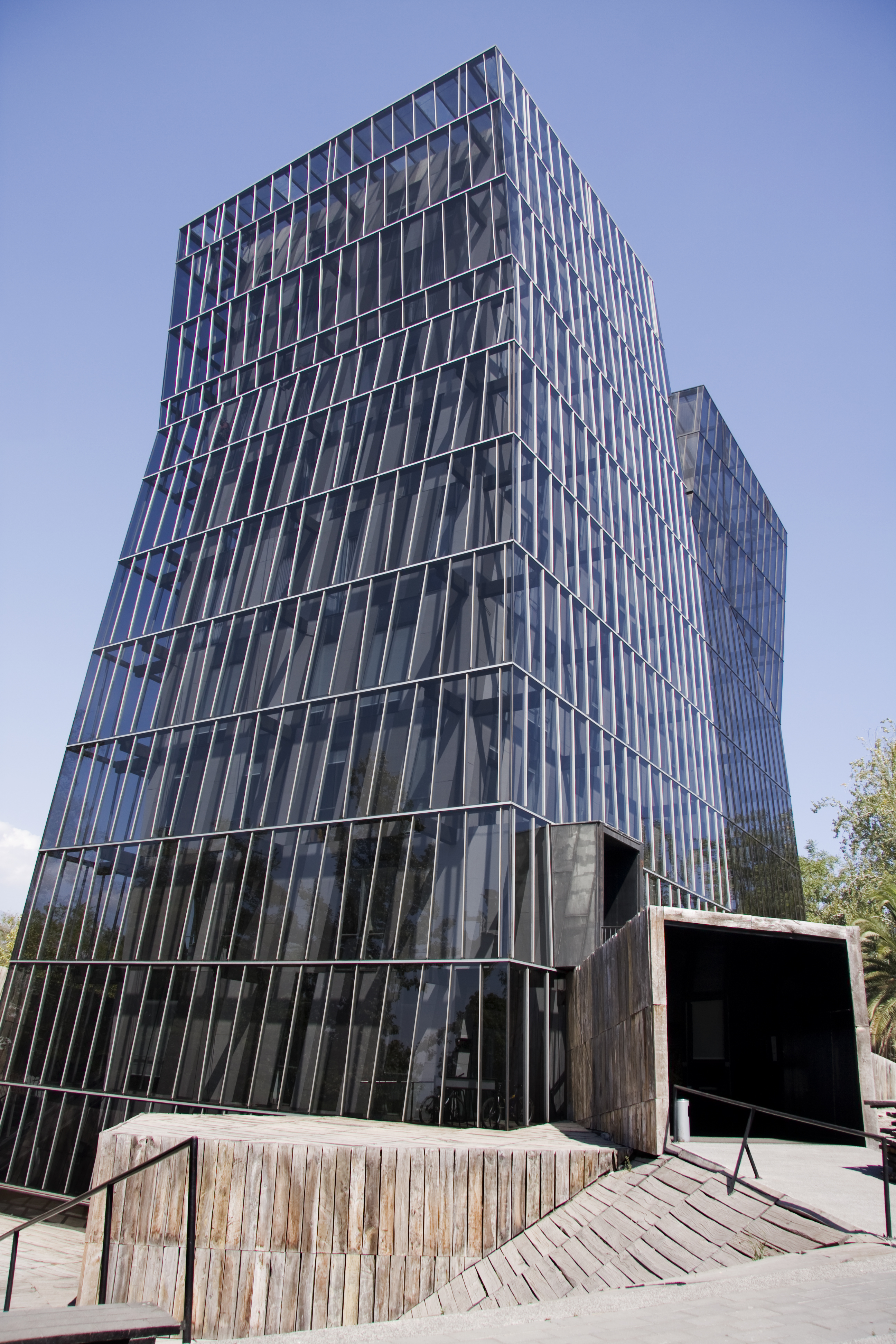
„Siamesische Türme“ auf dem Campus San Joaquin der Päpstlichen Katholischen Universität von Chile
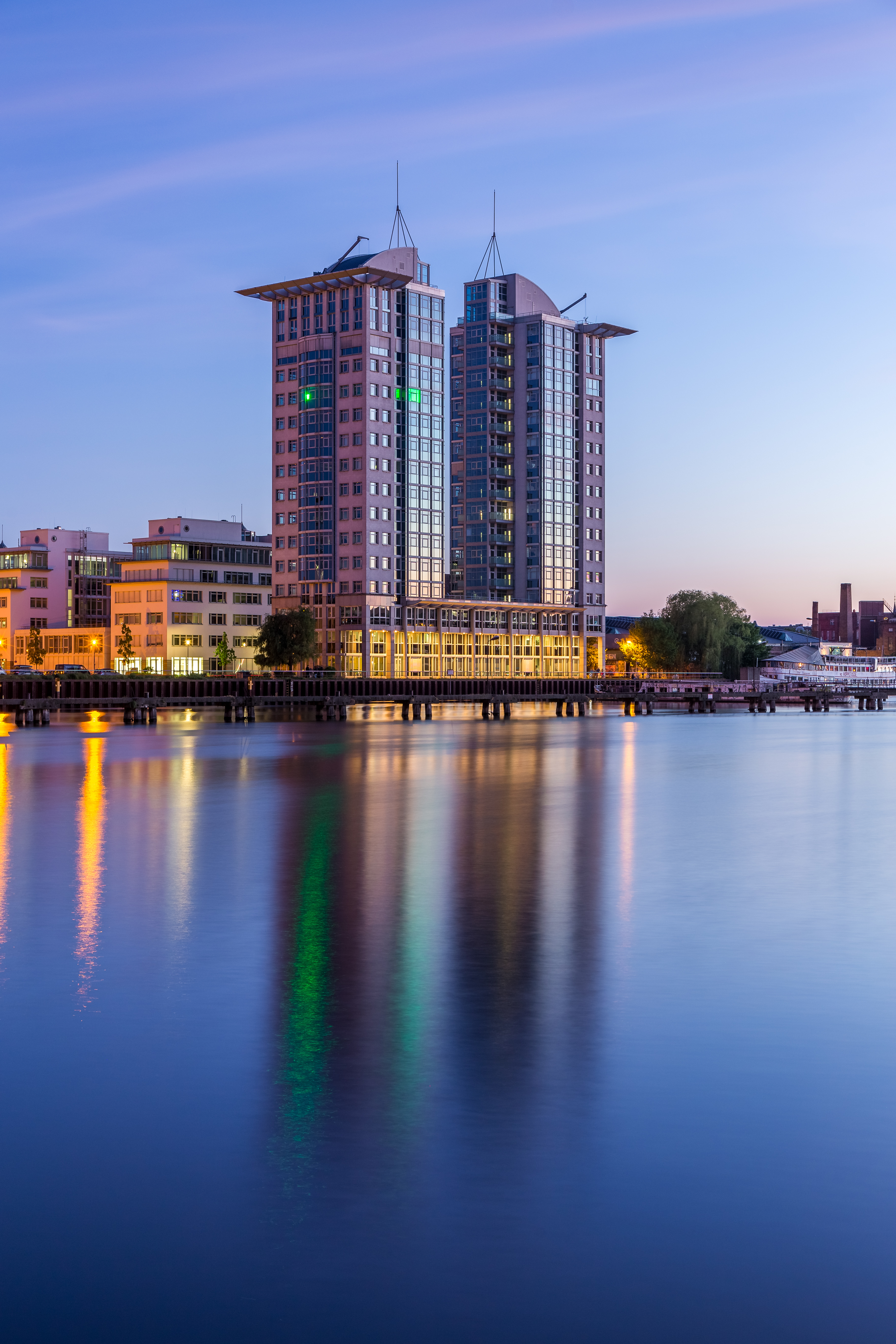
TwinTowers an der Spree in Berlin